# コチロン

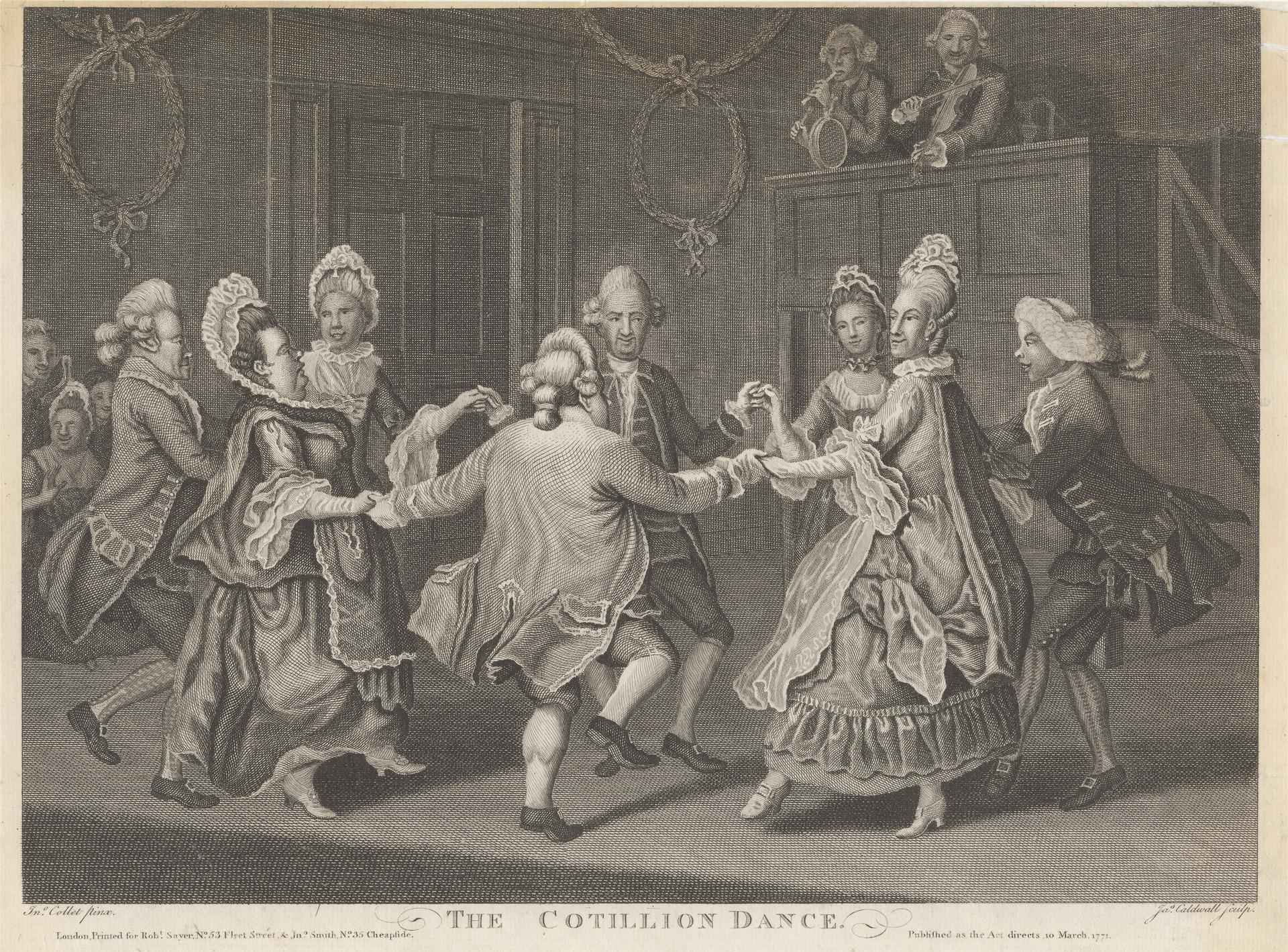
コチロンの踊り（ジェームズ・コールドウォール画、1771年）

コチロン（フランス語: Cotillon）は、西暦1700年頃にフランスで登場した社交ダンスの一種。コティリヨンとも呼ばれる。
4人のカップルの踊り手が一種の正方形を形成して踊ることを目的としている。それぞれの踊り手は勲章をモチーフとした小さなリボン、ロゼット、ブーケなどの装飾バッジを胸に着用して踊る。ダンスが始まる際、同じコチロンのペアが男女に別れて踊る。参加者 (特に王族) が集まって、社交的に自己紹介をして親睦を深め、この類型のダンスでよく見られる、ダンスのパートナー交換を多く行うカントリー・ダンスの一種であった。 1800年代に入るとフォーメーションが追加されてカップルが増え、カドリーユなどのより複雑なダンスに発展した。アメリカを発祥とするスクウェアダンスもこの系譜上に位置する。